# Turki I bin Abd al-Aziz Al Sa'ud
Turkī I bin ʿAbd al-ʿAzīz Āl Saʿūd, (in arabo تركي الأول بن عبد العزيز آل سعود‎?) (Al Kuwait, 1900 – Riad, 1919), è stato un principe saudita, membro della famiglia reale Āl Saʿūd.

## Primi anni di vita
Turkī era il figlio maggiore del re. È nato nel 1900 in Iraq, quando la sua famiglia era in esilio. Era inoltre fratello germano di re Sa'ud. La loro madre era Wadha bint Muhammad Al Orair, che apparteneva alla tribù dei B. Khālid. Era la seconda moglie del re.

## Attività e successione
Il principe Turkī è stato il vice di suo padre, come comandante in capo dell'esercito. Durante la sua vita, Turkī è stato principe ereditario di Najd, il dominio del padre fino ad allora. Egli era principe ereditario all'inizio della conquista del padre di Riyāḍ il 15 gennaio 1902 fino alla sua morte precoce nel 1919. L'usanza saudita di successione prevede che i re siano sostituiti dai loro fratelli più giovani, in base all'anzianità, piuttosto che dai loro figli. Pertanto, alla morte di Turkī, suo fratello Saʿūd divenne principe ereditario, piuttosto che suo figlio, Fayṣal. Saʿūd più tardi divenne re e fu sostituito da un altro dei suoi fratelli (e non da uno dei suoi figli).

## Vita personale
La moglie di Turkī era incinta al momento della sua morte e diede alla luce il suo bambino, Fayṣal, che anni dopo diventerà Ministro dell'Interno nel governo di re Sa'ud dal 1961 al 1962. Fayṣal bin Turkī morì nel 1968 a Riyāḍ, e aveva una figlia di nome Sāra che ha sposato l'ex governatore della provincia di Najrān, il principe Saʿūd bin Mishʿal. Turki ha avuto anche una figlia, Ḥaṣṣa bint Turkī, che sposò il principe ʿAbd al-ʿAzīz bin Fayṣal bin ʿAbd al-ʿAzīz, e insieme ebbero come figli Fayṣal e Turkī.  Ḥaṣṣa è morta a Riyāḍ, all'età di 91 anni il 19 agosto 2007 ed è stata sepolta nel cimitero al-'Ud.
Il nipote maggiore, Turkī bin Fayṣal, è stato membro del Consiglio di Fedeltà fino alla sua morte, avvenuta il 28 febbraio 2009. Il nipote più giovane, ʿAbd Allāh bin Fayṣal, è stato nominato nel consiglio in sua sostituzione.

## Morte
Turkī è morto a Riyāḍ durante la pandemia influenzale (detta "spagnola") che ha ucciso sua madre e molti altri nella regione nel 1919. Il padre rimase profondamente addolorato per la sua morte.
Dopo la morte di Turkī, sua moglie, Munīra bint ʿObayd Āl Rashīd, ha sposato suo fratello minore Saʿūd, e insieme ebbero una figlia, di nome al-ʿAnūd.